# Waterverf-illusie

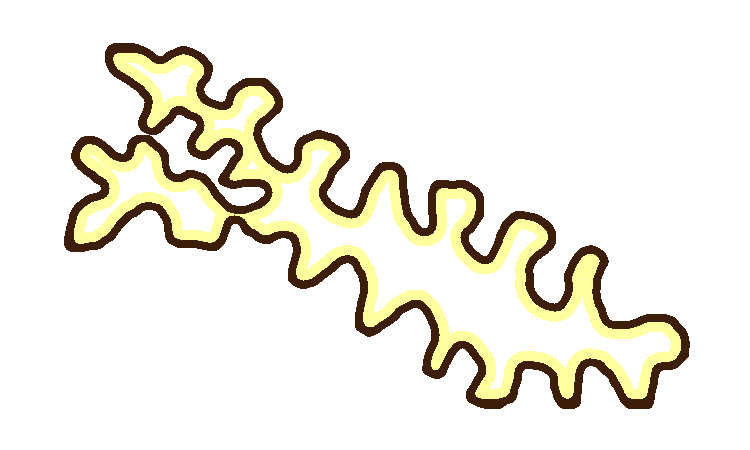
Waterverf-illusie: Lichte kleur aan de binnenzijde van de contour

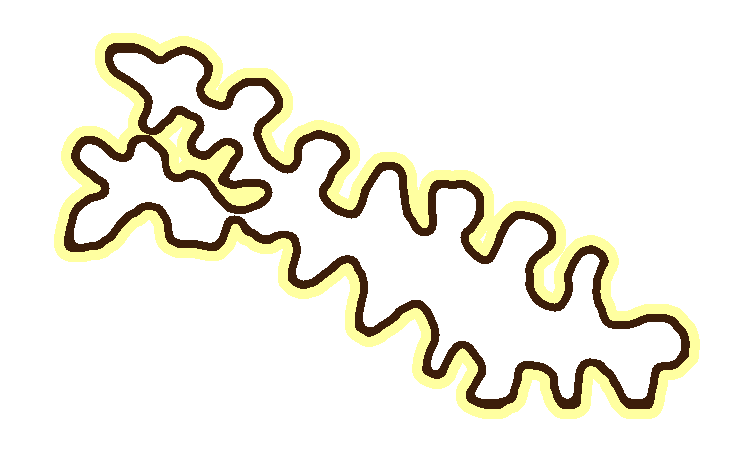
Lichte kleur aan de buitenzijde van dezelfde contour

De waterverf-illusie (ook waterverf-effect genoemd) is een optische illusie waarover in 2003 voor het eerst werd gepubliceerd door Baingio Pinna, John S. Werner en Lothar Spillman. 
In de twee plaatjes wordt dezelfde zwarte contour eerst aan de binnenkant en daarna aan de buitenkant gekleurd met een tweede contour in geel. De gele contour aan de buitenkant geeft de perceptie van een scherp afgebakende vorm; met een gele contour aan de binnenkant lijkt de vorm veel minder scherp afgebakend te zijn. 